# G. P. Wells
George Philip Wells (17 de julio de 1901 - 27 de septiembre de 1985) fue un zoólogo y escritor británico. Fue coautor, junto con su padre y Julian Huxley, de The Science of Life.

## Biografía
Fue hijo del escritor H. G. Wells y Amy Catherine Robbins. 
Siendo alumno de la Oundle School, formó parte de la primera promoción que aprendió ruso como lengua moderna en una escuela británica. Acompañó a su padre a la Rusia soviética en 1920, actuando como su traductor de ruso e intercambiando ideas con estudiantes rusos de zoología. Ganó una exposición de ingreso en el Trinity College de Cambridge, donde llegó a ser becario principal en su primer año de residencia.
Durante sus labores de fisiología comparada, trabajó con invertebrados de varios filos. Determinó su tolerancia a los cambios en la salinidad y el equilibrio iónico del agua circundante, y analizó las relaciones hídricas de los gasterópodos terrestres.
Durante la última parte de su carrera trabajó en el Departamento de Zoología del University College de Londres, donde llegó a ser catedrático. Sus conocimientos zoológicos eran muy amplios y sus principales investigaciones se centraron en el comportamiento del gusano Arenicola. Determinó sus hábitos mediante elegantes experimentos y demostró que el ritmo que controla muchas de sus actividades surge en el esófago. Se demostró que esta actividad rítmica espontánea se da en muchos poliquetos.
Todos le conocían por su apodo, Gip, y aparece con este nombre en la historia de ficción de su padre "The Magic Shop". Fue elegido miembro de la Royal Society en 1955.
Wells también publicó la edición de 1971 (siendo esta la última) de The Outline of History, de su padre, tras la muerte de Raymond Postgate en marzo de ese año. Postgate había revisado cuatro ediciones anteriores tras la muerte de H. G. Wells en 1946, publicadas en 1949, 1956, 1961 y 1969. También editó y publicó H. G. Wells in Love, el relato que hizo su padre de sus principales aventuras amorosas extramatrimoniales.